# Lakror
Il lakror (in albanese ghego Laknor, in arbëreshë Lakruar) è un piatto tradizionale albanese, ovvero una torta salata che può contenere diversi ripieni, costituiti da varie verdure o carne.
Il lakror è associato principalmente alla regione di Korçë e alle aree circostanti, dove è considerato una specialità. Questa torta è cucinata anche in alcune parti dell'Albania meridionale. Il lakror è consumato anche dalle comunità albanesi nel sud-ovest della Macedonia del Nord, e dagli albanesi all'estero, diffondendosi in luoghi come gli Stati Uniti e l'Australia. La torta è simile al börek turco.

## Etimologia
Il termine lakror deriva dalla parola albanese lakër (cavolo). La verdura era probabilmente la base originaria del piatto.

## Preparazione
Tradizionalmente le donne albanesi hanno tramandato di generazione in generazione la ricetta del lakror.
La preparazione del lakror è un processo manuale che prevede di lavorare e arrotolare la pasta fillo in strati sottili, per poi aprirla e stenderla in una teglia. La gjellë (ripieno) si prepara a parte facendo bollire le verdure tritate. Una varietà di ripieni può essere preparata con diverse verdure come spinaci, ortiche, zucca, cipolle o porri. Altri ripieni sono a base di carne come manzo o agnello, o prevedono la combinazione di ingredienti come pomodoro e cipolla, pomodoro e pepe, spinaci con formaggio o con uova, latte e olio d'oliva. All'impasto vengono aggiunte porzioni considerevoli di gjellë.
Oltre al tradizionale lakror, ci sono altre varianti come il brushtul lakror a base di uova, burro e un ripieno di feta e ricotta.
Tra gli albanesi ortodossi, il Lakror è cucinato anche per commemorare il giorno di San Basilio. In alcune comunità arbëreshë (italo-albanesi) dell'Italia meridionale, il piatto è chiamato lakruar e preparato con un ripieno di formaggio, pollo, maiale, pecora e cannella.

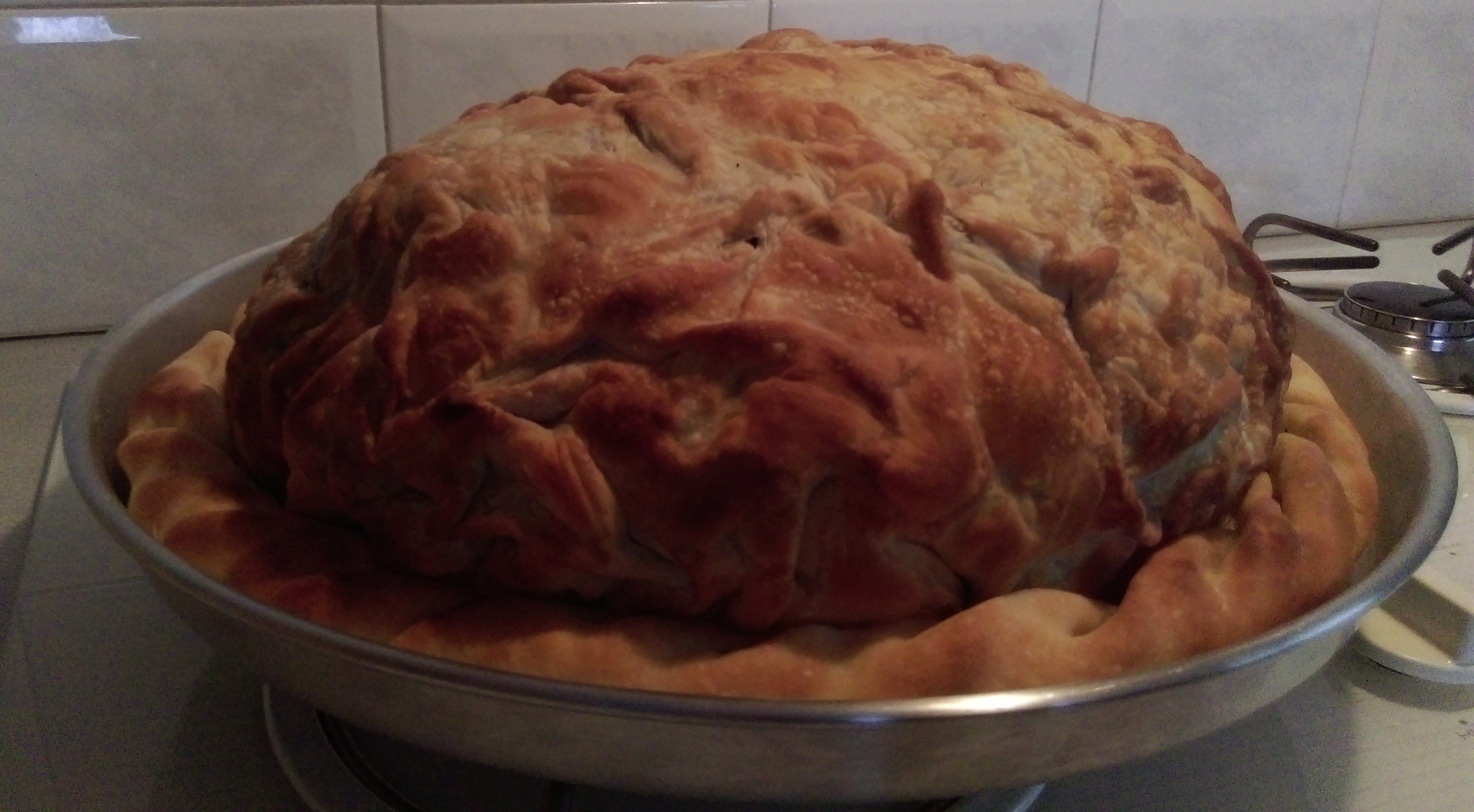
Lakror appena sfornato

Organizzato dal comune di Korçë, un festival annuale del Lakror (in albanese Festa e Lakrorit) si tiene a Korçë o talvolta in villaggi dell'area circostante. In quanto celebrazione dell'estate e della cucina albanese, il festival è frequentato da molta gente del posto e turisti. I lakror vengono preparati e poi cotti in un Saç, un utensile da cucina ricoperto di braci ardenti.